# Tennis Masters Cup 2005
Tennis Masters Cup 2005 — тенісний турнір, що проходив на кортах з твердим покриттям у місті Шанхай, КНР з 14 листопада . Був турніром серії Фінал ATP 2005 року.

## Фінальна частина

### Одиночний розряд
Давід Налбандян —  Роджер Федерер 6–7(4–7), 6–7(11–13), 6–2, 6–1, 7–6(7–3)

### Парний розряд
Мікаель Льодра /  Фабріс Санторо —  Леандер Паес /  Ненад Зімоньїч 6–7(6–8), 6–3, 7–6(7–4)